# Halysidota nigrilinea
Halysidota nigrilinea är en fjärilsart som beskrevs av Watson 1980. Halysidota nigrilinea ingår i släktet Halysidota och familjen björnspinnare. Inga underarter finns listade i Catalogue of Life.